# RUN&RUN
『RUN&RUN』（ラン アンド ラン）は、1980年3月15日に全国劇場公開された矢沢永吉のドキュメンタリー映画。製作・プルミエ・インターナショナル、富士映画配給。矢沢の1979年9月15日のナゴヤ球場ライブを中心に、北陸ツアーやリハーサル風景、後に大きな騒動となった山中湖の自宅での普段見せない私生活など、9台のカメラでフィルムを4万フィート回し、矢沢を追う。

## 製作
石原プロモーション出身で、プルミエ・インターナショナル代表・増田久雄プロデューサーが1978年秋、矢沢と知り合い、意気投合。矢沢は1978年7月に出版した自伝本『成りあがり』がベストセラーになり、映画化希望が殺到したが、ガンとして首をたてに降らず。当時の矢沢は「テレビを拒否、同様に映画にも絶対出ない」というスタンスと伝えられていたが、増田からの「ロック・ドキュメンタリーを作りましょう」という提案を承諾した。矢沢が1980年代に何をやろうとするのか、矢沢の成り上がり哲学を基に描く。

## 興行
1980年のテーマを「青春―音楽―愛」をテーマにしていた富士映画が『さらば青春の光』『ワンダラーズ (映画) 』に次いで配給を決め、1979年10月に発表した。当時矢沢はテレビ、ラジオ出演を一切拒否していたため、その矢沢が映画に出るというのが大きな売りであった。
ファンからの問い合わせが富士映画に殺到したが、当時の矢沢は徹底したマスコミ嫌いを標榜し、富士映画が何度頭を下げても矢沢は表舞台に出て来てくれず。このため製作記者会見も出来ず、完成披露試写会での出席も拒否され、映画の宣伝に一切協力しなかった。ところが1980年2月10日にNHK教育の『若い広場』に突如出演し、富士映画の関係者をビックリさせた。この放送が大きな反響を呼んだため、これ以上ない映画の宣伝になった。
なぎら健壱は、公開時に映画館に本作を観に行き、劇場内で矢沢タオルを宙に放るYAZAWA信者を目撃し、衝撃を受けたと話している。

## 収録曲
1. 過ぎてゆくすべてに
2. バイバイサンキューガール
3. ズッコケ娘
4. I SAY GOOD-BYE,SO GOOD-BYE
5. 古いラヴレター
6. ワンナイトショー
7. 馬鹿もほどほどに
8. 苦い涙など
9. Mr.T
10. アップタイト
11. 時間よ止まれ
12. ジェファーソン・ストリート
13. Run & Run
14. トラベリン・バス
15. チャイナタウン
16. 黒く塗りつぶせ
17. 天使たちの場所
18. 鎖を引きちぎれ
19. ガラスの街
20. 長い旅

## スタッフ
- 製作：増田久雄
- 監督：根本順善
- 撮影：黒柳善
- 録音：宮元隆
- 編集：熱海鋼一
- 音楽監督：矢沢永吉

## 映像ソフト
| 発売日         | レーベル         | 規格 | 規格品番  | 備考         |
| -------------- | ---------------- | ---- | --------- | ------------ |
| 1983年6月25日  | 松竹             | VHS  | NV-1802   |              |
| 1983年6月25日  | パイオニア       | LD   | FH003-25F |              |
| 1996年12月21日 | 松竹ホームビデオ | VHS  | KF-0071   |              |
| 2006年8月4日   | 松竹             | DVD  | DC-0019   |              |
| 2006年8月4日   | 松竹             | DVD  | DC-9019   | レンタル専用 |